# Beatrice Egli
Beatrice Egli (Lachen, 21 juni 1988) is een Zwitserse zangeres.

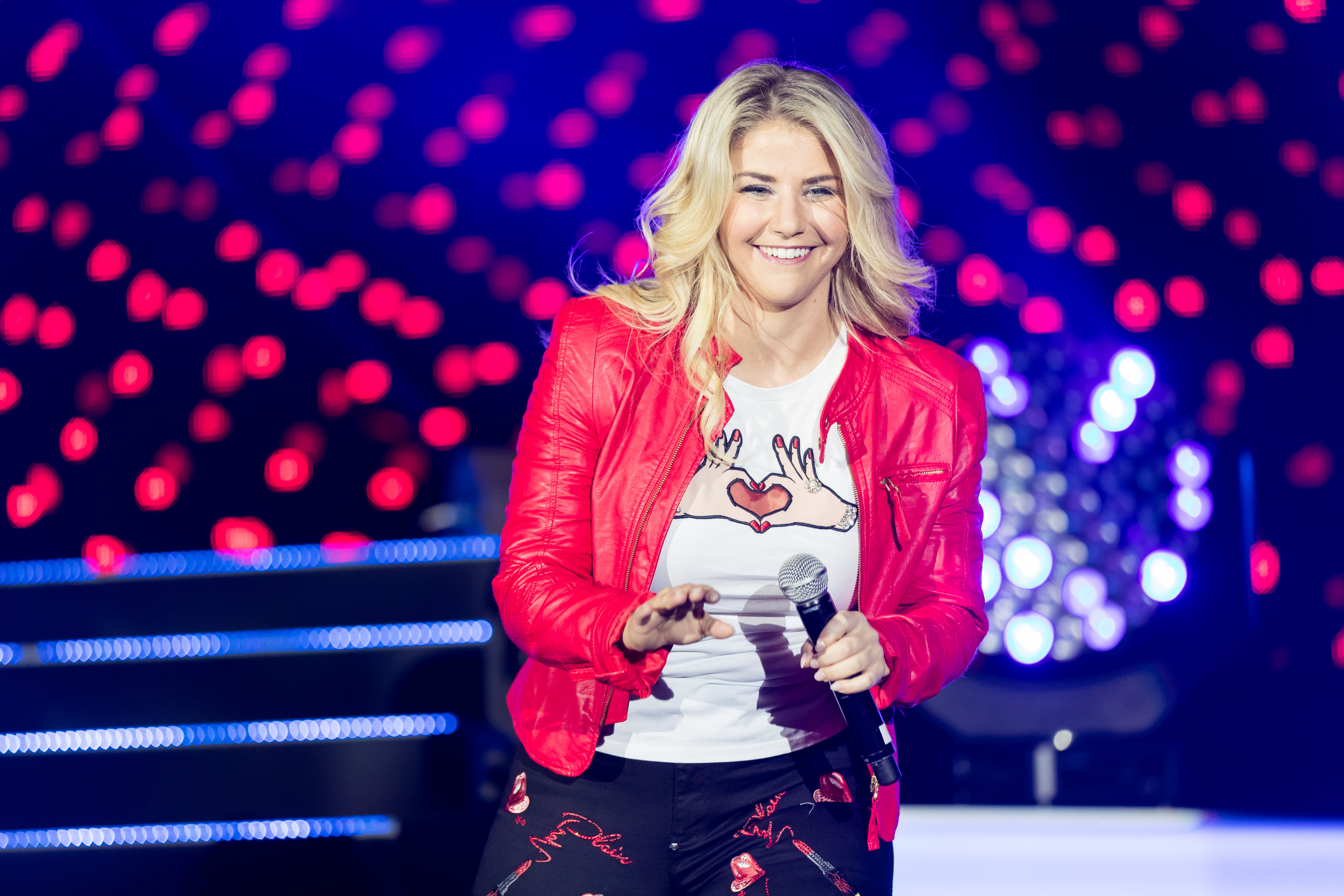
Egli in 2014

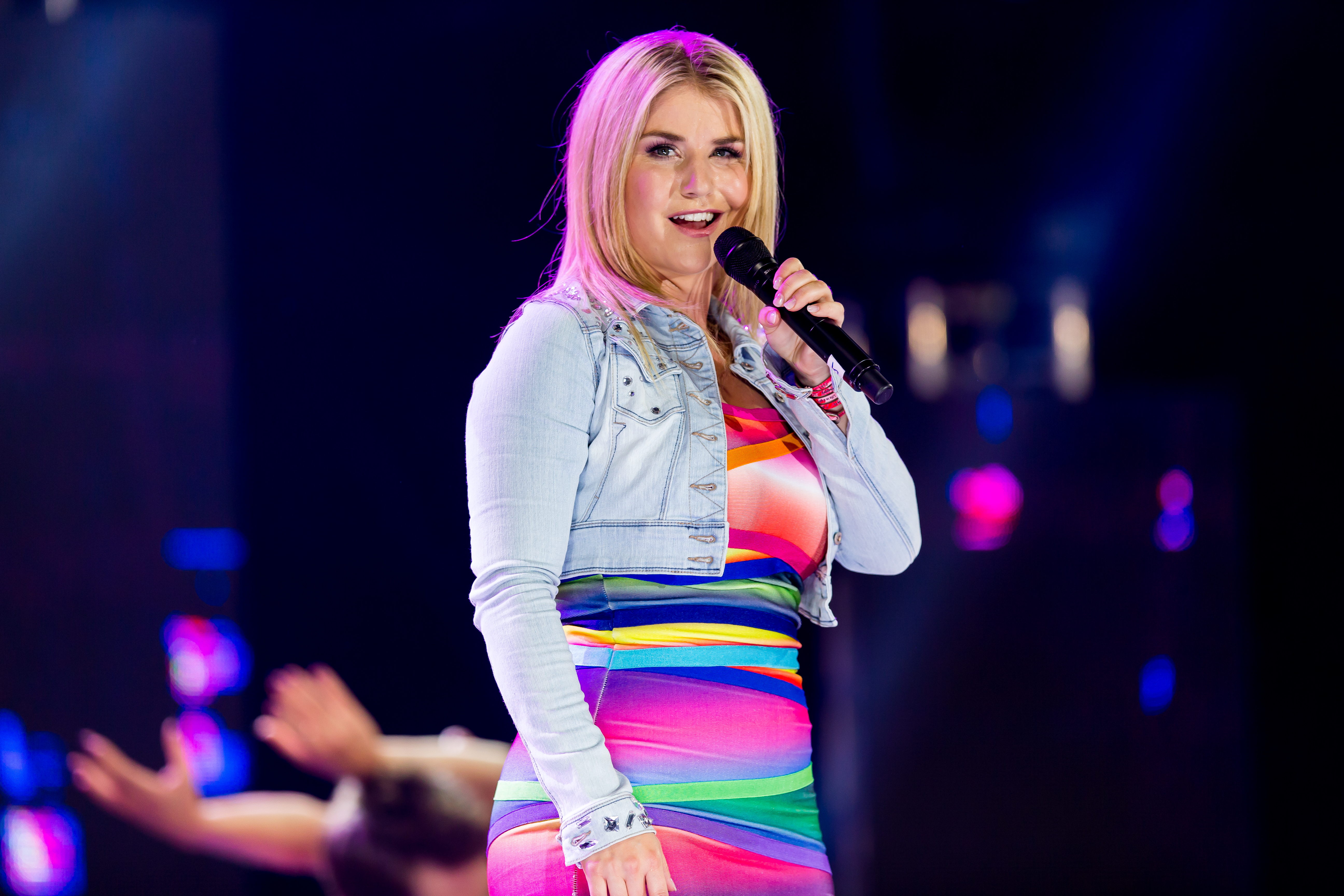
Egli in 2016

## Biografie
Op haar veertiende begon Egli, die dochter van een slager is, met optreden en op later leeftijd volgde ze een kappersopleiding. In 2011 studeerde de Zwitserse af aan de toneelschool in Hamburg. Twee jaar later, in 2013, won ze de talentenjacht Deutschland sucht den Superstar. Haar nummer Mein Herz werd vervolgens in zowel Duitsland, Oostenrijk als Zwitserland een nummer 1-hit. Het jaar daarop ontving ze een Echo in de categorie Nieuwkomer van het jaar. In 2015, 2017 en 2021 werd ze bij de Swiss Music Awards uitgeroepen tot beste vrouwelijke soloartiest.

## Discografie

### Albums
| Jaar | Album                       | Vlag van Duitsland | Vlag van Duitsland | Vlag van Oostenrijk | Vlag van Oostenrijk | Vlag van Zwitserland | Vlag van Zwitserland |
| Jaar | Album                       | 100                | weken              | 40                  | weken               | 100                  | weken                |
| ---- | --------------------------- | ------------------ | ------------------ | ------------------- | ------------------- | -------------------- | -------------------- |
| 2007 | Sag mir wo wohnen die Engel | -                  |                    | -                   |                     | -                    |                      |
| 2008 | Wenn der Himmel es so will  | -                  |                    | -                   |                     | -                    |                      |
| 2011 | Feuer und Flamme            | 43                 | 12                 | 9                   | 35                  | 12                   | 13                   |
| 2013 | Glücksgefühle               | 2                  | 37                 | 2                   | 54                  | 1                    | 62                   |
| 2013 | Pure Lebensfreude           | 7                  | 33                 | 5                   | 49                  | 1                    | 41                   |
| 2014 | Bis hierher und viel weiter | 3                  | 34                 | 3                   | 40                  | 1                    | 54                   |
| 2016 | Kick im Augenblick          | 3                  | 36                 | 2                   | 36                  | 3                    | 53                   |
| 2018 | Wohlfühlgarantie            | 2                  | 24                 | 2                   | 24                  | 1                    | 28                   |
| 2019 | Natürlich!                  | 2                  | 18                 | 4                   | 13                  | 1                    | 17                   |
| 2021 | Alles was du brauchst       | 1                  | 12                 | 2                   | 7                   | 1                    | 20                   |
| 2023 | Balance                     | 1                  | 33                 | 2                   | 14                  | 1                    | 24                   |

### Singles (selectie)
| Jaar | Nummer                              | Vlag van Duitsland | Vlag van Duitsland | Vlag van Oostenrijk | Vlag van Oostenrijk | Vlag van Zwitserland | Vlag van Zwitserland | Opmerking                                |
| Jaar | Nummer                              | 100                | weken              | 40                  | weken               | 100                  | weken                | Opmerking                                |
| ---- | ----------------------------------- | ------------------ | ------------------ | ------------------- | ------------------- | -------------------- | -------------------- | ---------------------------------------- |
| 2013 | Mein Herz                           | 1                  | 24                 | 1                   | 19                  | 1                    | 20                   | Ook opgenomen in album Glücksgefühle     |
| 2013 | Verrückt nach dir                   | 48                 | 4                  | 55                  | 2                   | 53                   | 2                    | Ook opgenomen in album Pure Lebensfreude |
| 2017 | Herz an                             | -                  |                    | -                   |                     | 89                   | 1                    | Ook opgenomen in album Wohlfühlgarantie  |
| 2018 | Verliebt, verlobt, verflixt nochmal | -                  |                    | -                   |                     | -                    |                      | Ook opgenomen in album Wohlfühlgarantie  |
| 2018 | Was geht ab                         | -                  |                    | -                   |                     | -                    |                      | Ook opgenomen in album Wohlfühlgarantie  |
| 2019 | Terra Australia                     | -                  |                    | -                   |                     | -                    |                      | Ook opgenomen in album Natürlich!        |
| 2019 | Le li la                            | -                  |                    | -                   |                     | -                    |                      | Ook opgenomen in album Natürlich!        |